# Continental-Hotel (Berlin)

Das Continental-Hotel in Berlin, um 1900

Das Continental-Hotel war ein großes erstklassiges Hotel am Bahnhof Friedrichstraße in Berlin. Es wurde 1885 eröffnet und 1945 zerstört.

## 109 Meter Straßenfront

Anzeige des Continental-Hotel in der Zeitschrift Berliner Leben, 1903

Das Continental-Hotel lag unweit des Berliner Central-Bahnhofs Friedrichstraße

Das Continental-Hotel lag in Berlin in der Nähe des Bahnhofs Friedrichstraße. Es wurde 1884/1885 von dem Berliner Baurat Heim im Rücken des im selben Baublock bereits etablierten Central-Hotels errichtet. Dies wurde möglich durch den Abriss des an dieser Stelle bisher befindlichen, baufällig gewordenen „Maison d’Orange“, einem Heim für bedürftige Hugenottenfamilien, und durch die Bebauung von bisherigen Freiflächen. Das Continental-Hotel war nach dem Hotel de Rome und dem Central-Hotel das dritte große Hotel, das sich in unmittelbarer Nähe des Bahnhofs Friedrichstraße befand. Die Hauptfront mit der imponierenden Länge von 109 m lag in der Neustädtischen Kirchstraße Nr. 6/7.
Ein Reiseführer von 1887 rechnete es zu den größten Berliner Hotels und beschrieb es als „neu, durchweg und bis in das oberste Stockwerk geschmackvoll und elegant eingerichtet, mit Fahrstuhl, Eisenbahnbilletverkauf“. Das Hotel verfügte 1887 über 200 Zimmer und Salons.
Als „Privatbau“ errichtet ging das Hotel 1890 in den Besitz der Berliner Hotelgesellschaft über.

## Ein Adlon-Hotel
Später wurde Lorenz Adlon, „der ungekrönte Hotelkönig“ von Berlin Miteigentümer des Continental-Hotels. Ein Hotelexperte bezeichnete das Continental-Hotel in einem Reiseführer aus dem Jahre 1905 als ein Hotel „älteren und ruhigeren Stils, ersten Ranges, beliebt beim Land- und Militäradel“.
Basierend auf seinen Erfahrungen mit der Leitung des Continental-Hotels ließ Lorenz Adlon 1906/1907 das weltberühmte Hotel Adlon am Brandenburger Tor erbauen. Ebenso wie das Continental-Hotel wurde auch das Hotel Adlon geschätzt für sein Weinrestaurant mit internationaler Küche.

## Standard und besondere Dienstleistungen
Der Grieben-Berlinführer von 1920 stellte das Continental-Hotel als ein Hotel „mit vornehmem Restaurant“ sowie mit „Fernsprecher in jedem Zimmer“ dar und nennt es ein „elegantes und ruhiges Haus“. In seiner Werbung bezeichnete sich das Hotel selbst als „vornehmstes Familienhotel der Reichshauptstadt“ und beschrieb seine Lage wie folgt: „Direkt gegenüber dem Centralbahnhof Friedrichstraße und in unmittelbarer Nähe der Prachtstraße ‚Unter den Linden‘. – Inmitten aller Sehenswürdigkeiten, Museen, Theater etc. – Wegen seiner überaus günstigen und vor allen Dingen ruhigen Lage, besonders für längeren Aufenthalt sehr geeignet.“
Das Continental-Hotel war das ganze Jahr über geöffnet und verfügte über Säle für Konferenzen und Festlichkeiten „in beliebiger Größe“. In seinem Restaurant fand für die Gäste jeden Abend ein Künstler-Konzert statt. Als Service bot das Hotel erstmals auch Tennis, Golf, Segel- und Reitsport an. Für Ausflüge in die Umgebung standen „elegante Privatkraftwagen zur Verfügung“. Ausländische Gäste konnten sich fremdsprachlicher Führer bedienen. Über Zug-, Schiffs- und Flugverkehrsverbindungen gab ein hoteleigenes Reisebüro Auskunft, das Fahr- und Schlafwagenkarten beschaffte, aber auch anbot, Theaterkarten und Auslandsvisa zu besorgen und sich um Passverlängerungen zu kümmern.

## Zerstörung im Zweiten Weltkrieg
Im Zweiten Weltkrieg wurde das Continental-Hotel ebenso wie das benachbarte Central-Hotel bei Flächenbombardements durch alliierte Luftangriffe zerstört.
Heute befindet sich an dem früheren Standort des Continental-Hotels eine Bebauung mit modernen Wohn- und Geschäftshäusern.

Ansicht des Continental-Hotels von Nordwesten, Georgen- Ecke Neustädtische Kirchstraße, um 1905
Der Mittelbau des Continental-Hotels an der Neustädtischen Kirchstraße Foto: Wilhelm Wicke, 1885
Ansicht von Südwesten, Neustädtische Kirchstraße Ecke Dorotheenstraße Foto: Wilhelm Wicke, 1885
Die Eingangshalle des Continental-Hotels an der Seite zum Bahnhof Friedrichstraße, um 1900
Blick in das Restaurant des Continental-Hotels, um 1900
Salon im Continental-Hotel, um 1900
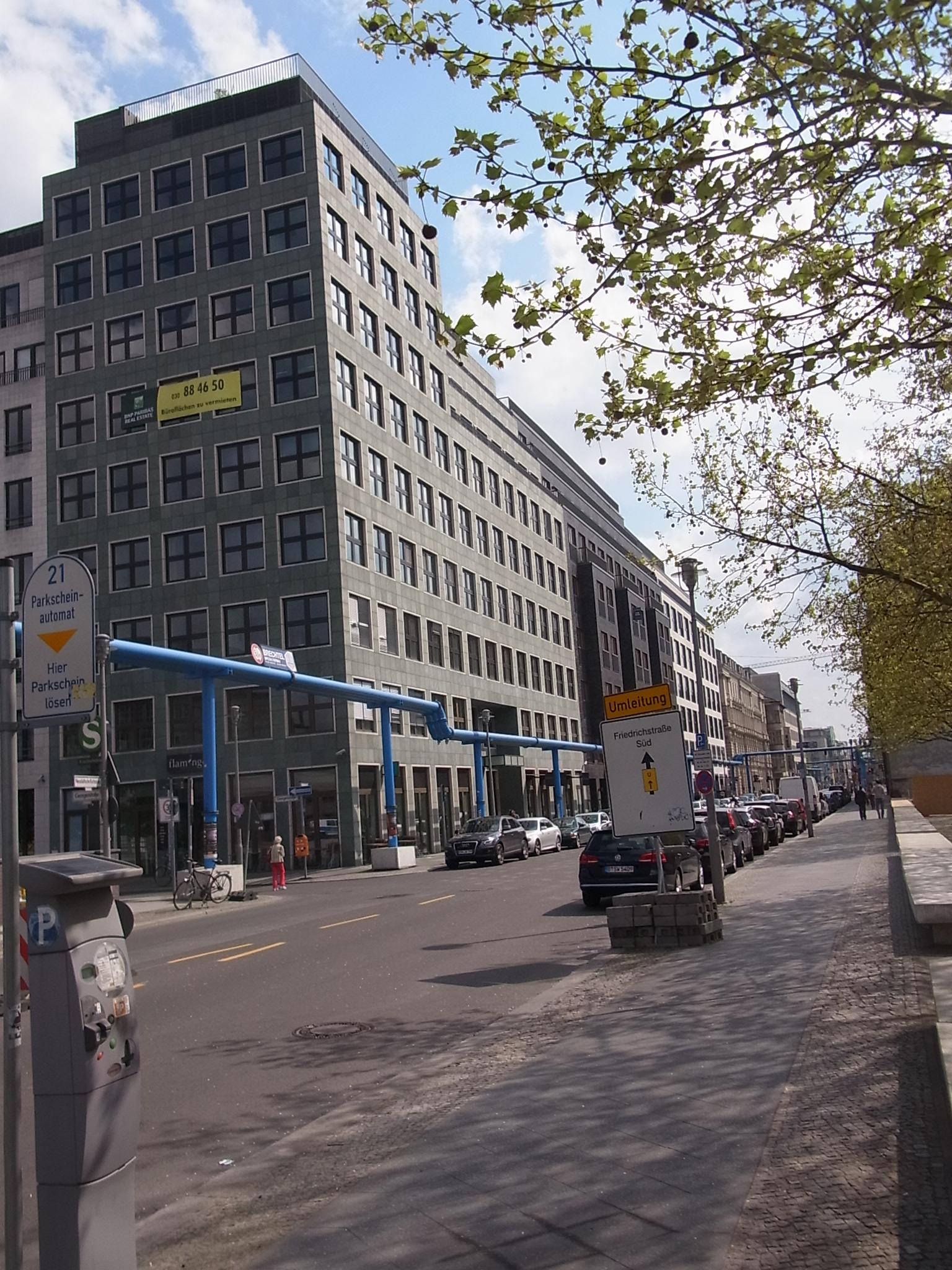
Blick auf den Standort Georgen- Ecke Neustädtische Kirchstraße, 2014